# Сэрээтэрийн Батмунх
Сэрээтэрийн Батмунх (монг. Сэрээтэрийн Батмөнх, род. в 1947 году, Селенгинский аймак) — монгольский учёный, академик, доктор технических наук, профессор, Почётный доктор Уральского федерального университета (2016).

## Биография
Родился Сэрээтэрийн Батмунх в 1947 году в сомоне Хушаат Селенгинского аймака. Окончил среднюю школу в г. Дзун-Хара Селенгинского аймака с золотой медалью «За отличие в учебе» в 1965 году.  Батмунх Сэрээтэрийн в 1970 году окончил теплоэнергетический факультет Уральского государственного политехнического института (ныне УрФУ). В 1986—1990 годах Сэрээтэрийн Батмунх учился в докторантуре Уральского технического университета.
Вернувшись на родину, Батмунх с 1970 года работает в Монгольском государственном университете науки и технологий (МонГУНТ) на протяжении 45 лет. Батмунх подготовил большое количество инженеров для предприятий Монголии и благодаря его усилиям была создана ведущая научная школа в области теплофизических и теплоэнергетических исследований.
Батмунх является автором 200 научных статей, 7 монографий, имеет 3 патента и 18 авторских свидетельств. Он автор 4 учебников и учебных пособий: «Научные и практические основы технологии преобразования солнечной энергии в теплоту в условиях Монголии» и «Теплопроводность», «Конвективный теплообмен» и «Механика жидкости и газа». Сэрээтэрийн Батмунх подготовил 2 доктора и 22 кандидата наук.
23 мая 2016 года в Уральском федеральном университете Сэрээтэрийну Батмунху была вручена учёная степень Почётного доктора Уральского федерального университета ректором УрФУ В. А. Кокшаровым. Учёная степень «Почётный доктор Уральского федерального университета» Сэрээтэрийну Батмунху была присуждена за большой вклад в развитие монгольской и российской науки, укрепление международных связей и подготовку высококвалифицированных научных и инженерных кадров в сфере энергетики. Ректор УрФУ Виктор Анатольевич Кокшаров сказал:

Ваш подход к делу служит образцом для подражания для ваших и наших коллег, залогом уважения студентов!
После торжественной церемонии вручения Батмунху символов статуса Почётного доктора Уральского федерального университета (диплома, мантии и конфедератки) он прочитал студентам вуза лекцию на тему «Современное состояние и перспективы развития энергетики Монголии с привлечением возобновляемых энергоресурсов».

## Заслуги
- Орден «Полярная звезда» (2001),

- «Почетный учитель Монголии» (2006),

- Почётный доктор Уральского федерального университета (2016).

## Членство в организациях
- Действительный член (академик) АН Монголии,

- Член Субассамблеи (Сессии) отделения технико-технологических наук АН Монголии,

- Член Инженерной академии Монголии,

- Член Энергетической ассоциации Монголии,

- Председатель Диссертационного совета по присуждению ученой степени доктора наук по технико-технологическим наукам при АН Монголии,

- Член Диссертационного совета по присуждению ученой степени доктора (Ph.D.) по энергетике при МГУНТ,

- Член Ученых советов МГУНТ, Института Теплотехники и промышленной экологии и Энергетического института МГУНТ,

- Член Президиума Монгольской ассоциации выпускников УрФУ.